# Linka pomoci řidičům 1224
Linka pomoci řidičům 1224 byla spuštěna v roce 2014 jako unikátní projekt v celoevropském měřítku. Jejím účelem je zjednodušit motoristům přivolání asistenční pomoci pojišťovny při nehodě či poruše, kterou mají předplacenou v povinném ručení nebo v havarijním pojištění, a zároveň předcházet riziku vzniku návazných nehod tím, že zajistí urychlené odstranění následků nehod či nepojízdného vozidla a opětovně zprovoznění komunikace. 

## Princip linky
Telefonní číslo slouží obdobně jako jednotné tísňové volání – po zavolání na 1224 je řidič operátorem přepojen na odpovídající službu, v tomto případě na asistenční společnost pojišťovny, u které má sjednané pojištění. Cena za odtah závisí na asistenčních službách, které má klient sjednané u své pojišťovny, zpravidla pojišťovna zajistí bezplatný odtah, asistenční vozidlo nebo opravu na místě nehody.
Cena za volání na linku 1224 se řídí běžnými tarify mobilních operátorů. Linka je v provozu 24 hodin denně, 7 dní v týdnu, obsluhují ji zaměstnanci tří call center smluvních asistenčních společností (členové České asociace asistenčních společností) a provozuje ji Česká kancelář pojistitelů.
První měsíc svého provozu linka odbavila 244 hovorů, o dva roky později to bylo 11,5 tisíc volání. Ve většině případů (v 65–70 %) volají motoristé s poruchou, zbytek připadá na nehody.
| Hovory na 1224 |              |
| Měsíc/rok      | Počet volání |
| Listopad 2014  | 00244        |
| Prosinec 2014  | 00578        |
| Leden 2015     | 01 388       |
| Únor 2015      | 00930        |
| Březen 2015    | 01 147       |
| Duben 2015     | 01 605       |
| Květen 2015    | 02 001       |
| Červen 2015    | 02 558       |
| Červenec 2015  | 04 344       |
| Srpen 2015     | 05 420       |
| Září 2015      | 05 060       |
| Říjen 2015     | 06 018       |
| Listopad 2015  | 06 022       |
| Prosinec 2015  | 05 976       |
| Leden 2016     | 06 992       |
| Únor 2016      | 05 771       |
| Březen 2016    | 06 406       |
| Duben 2016     | 07 302       |
| Květen 2016    | 08 341       |
| Červen 2016    | 09 704       |
| Červenec 2016  | 11 137       |
| Srpen 2016     | 11 613       |
| Září 2016      | 11 242       |